# Lambayeque (fleuve)
 (novembre 2013).
Pour les articles homonymes, voir Lambayeque.
Le Lambayeque ou Chancay (río Lambayeque ou río Chancay en espagnol) est un fleuve du nord du Pérou traversant la région du même nom. Il prend sa source dans les Andes et a son embouchure dans l'océan Pacifique. De sa source à son embouchure, sa longueur est de 170 km ; sur son parcours, il reçoit plusieurs affluents, principalement les rivières Cañada, San Lorenzo, Cirato et Cumbil. Son bassin hydrographique est bordé au nord par le bassin de La Leche, au sud par le bassin du fleuve Jequetepeque-Saña, à l'est par le bassin du Chotano et à l'ouest par l'océan Pacifique.